# Pachymasiphis maior
Pachymasiphis maior är en spindeldjursart som beskrevs av Wolfgang Karg 1996. Pachymasiphis maior ingår i släktet Pachymasiphis och familjen Ologamasidae. Inga underarter finns listade i Catalogue of Life.